# John Punch
Pour les articles homonymes, voir Punch.
John Punch était un indentured servant noir dont la condamnation en 1640 à la servitude à vie après une tentative d’évasion marqua une étape décisive dans l’institutionnalisation d’un système esclavagiste à fondement racial dans la colonie de Virginie.

## Contexte
L’indenture, proche de l'engagisme, était alors dans les colonies britanniques américaines la forme contractuelle dominante des travailleurs agricoles employés dans les plantations. Il impliquait une période de servitude temporaire durant laquelle une personne s’engageait à travailler sur les terres d’un colon en échange de son voyage et parfois de l’obtention d’une terre en pleine propriété au terme du contrat.
Ce contrat pouvait s’appliquer à l’origine aux travailleurs blancs comme aux travailleurs noirs, même si les sources manquent pour déterminer si les deux catégories bénéficiaient de conditions identiques.

## Histoire
John Punch travaillait comme indentured servant pour le planteur virginien Hugh Gwyn. Les conditions de travail dans les plantations étaient extrêmement dures et le taux de mortalité très important ne permettait pas toujours aux indentured servants de parvenir au bout de leur période contractuelle. Pour tenter d’échapper à leur condition, John Punch et deux autres engagés blancs tentèrent de fuir vers le Maryland. Capturés peu après, ils furent ramenés à Jamestown où ils furent condamnés par la Cour de Virginie à des peines dissemblables sur la seule base de la couleur de leur peau. Tous trois durent subir des coups de fouet. Mais tandis que les deux servants blancs virent leur contrat prolongé de quatre ans, John Punch était pour sa part condamné à la servitude à vie.
La décision judiciaire appliquée à John Punch était innovante à deux titres : elle introduisait l’idée qu’un homme de la colonie de Virginie pouvait être condamné à un état de servitude à vie, une notion qui fut explicitée plus tard dans un texte datant de 1661. Elle établissait également que les lois de la colonie de Virginie s’appliquaient de manière différenciée selon que l’on est considéré comme un Noir ou comme un Blanc. À compter de cette date, ce principe s’appliqua de manière répétée dans les décisions des cours virginiennes pour s’étendre à l’ensemble des domaines de la vie sociale. La combinaison de ces deux principes, esclavage et différenciation raciale, fut consacrée par le Code de l’esclavage, adopté en 1705 par la Virginie.